# Павловский переулок (Владикавказ)

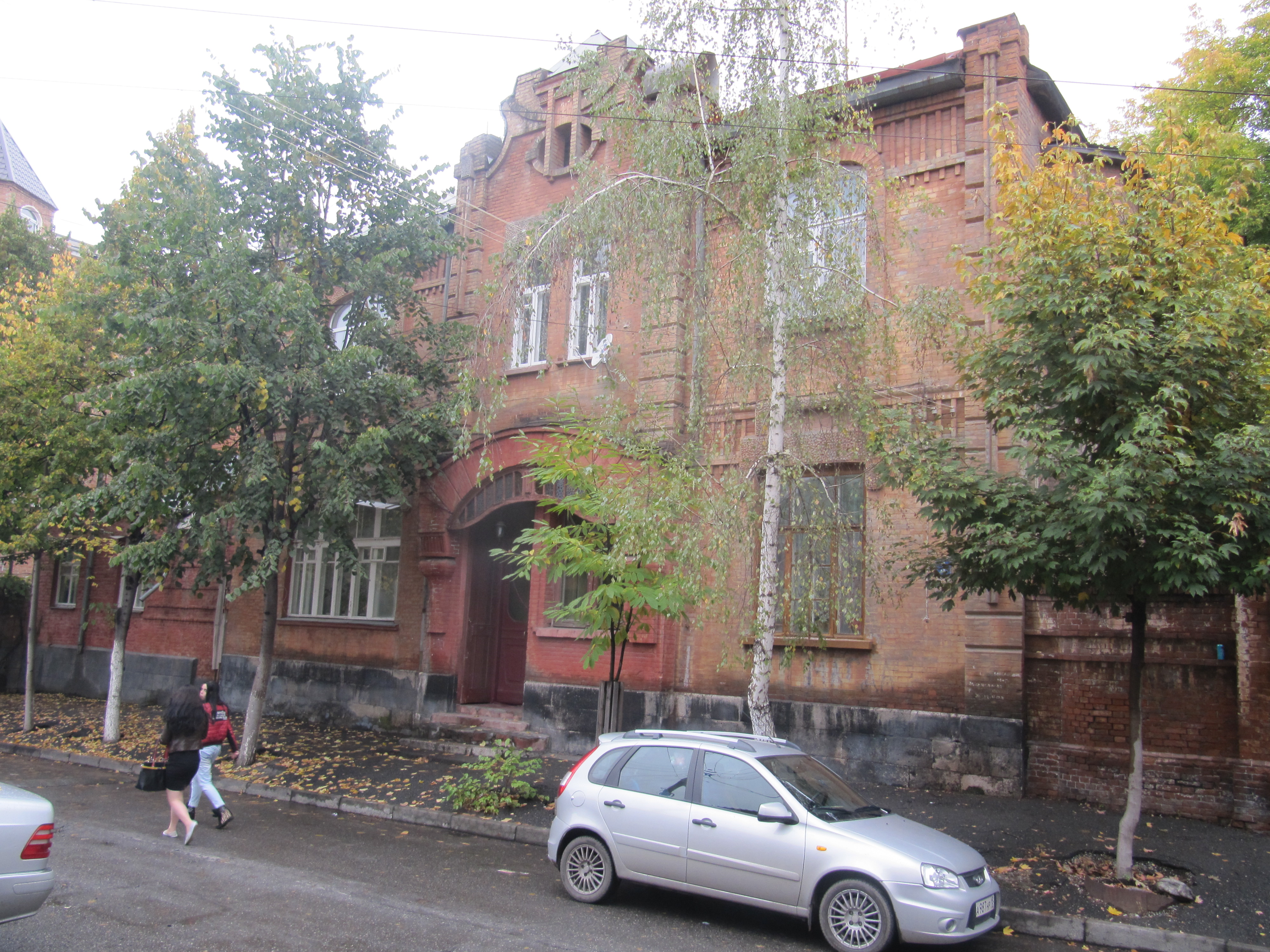
Дом № 5

Павловский переулок — переулок во Владикавказе, Северная Осетия, Россия. Находится в Иристонском муниципальном округе между улицами Августовских событий и Миллера. Начинается от улицы Августовских событий.

## История
Переулок образовался в середине XIX века. Впервые обозначен под современным наименованием в списке улиц города Владикавказа от 1891 года. Упоминается под этим же названием в Перечне улиц, площадей и переулков от 1925 года.

## Здания
- д. 5 — Особняк адвоката и культурного деятеля Бориса Ричардовича Бёме. Памятник культурного наследия России (№ 1530326000), истории и культуры Северной Осетии[4]. Здание построено в 1903 году по проекту архитектора П. П. Шмидта. Размеры здания в плане 21X16 кв.м.[5]. В этом доме также проживал с 1903 года по 1922 год учёный-орнитолог Лев Борисович Бёме[6]. С 1904 года по 1907 год в доме проходили подпольные собрания Владикавказского отделения социал-демократической партии.
- Бывший дом генерал-лейтенанта 2-й Казачьей дивизии Людомира Ржевусского на углу с улицей Августовских событий
- Бывший дом Дмитрия Ястремского на углу с улицей Миллера